# O Quince
"O Quince" (El Quince en castellano) es una revista municipal de publicación anual en el municipio gallego de Beariz, en Orense. En ella tratan aspectos culturales e históricos del municipio, y también reúne fotos del pasado y actuales. Su primer tomo fue en el año 1992.
El nombre fue elegido haciendo referencia a la fiesta principal del ayuntamiento, que se celebra el día 15 de agosto.
Es  actualmente la única revista de toda la provincia de Orense que se publica anualmente sin anuncios.